# Ricarda Reinisch-Zielinski
Ricarda Reinisch-Zielinski (* 23. Mai 1954 in Wien) ist eine österreichische Psychologin, Journalistin, Gesundheitsredakteurin und Fernsehmoderatorin.

## Leben
Reinisch ist die Tochter eines Landarztes aus dem Waldviertel. Nach ihren Angaben hat sie sich immer schon für Gesundheits- und Medizinthemen interessiert, entschied sich nach der Matura jedoch für den Journalismus. Sie studierte an der Universität Salzburg Psychologie, Publizistik und Philosophie. Nebenbei arbeitete sie als Volontärin für die Salzburger Nachrichten in mehreren Bereichen. Am Tag ihrer Promotion zur Doktorin der Philosophie im Jahr 1978 trat sie als Redakteurin im Landesstudio Salzburg des Österreichischen Rundfunks in der Familienredaktion ein und machte gleich zu Beginn ihrer Karriere ein Gesundheitsmagazin. Ihr damaliger Chef war Rudi Klausnitzer, auf dessen Wunsch sie zu moderieren begann. Sie lernte das Medium Fernsehen von Grund auf, in dem sie Kurse in Kameraführung und Bildschnitt besuchte und als Produktions- und später als 2. Regieassistentin tätig wurde.
Über ein kurzfristiges Einspringen für einen erkrankten Kollegen der Quiz-Sendung Rot-Weiß-Rot kam sie erstmals zur Fernsehmoderation, was nach ihrer Eigeneinschätzung „positive Resonanz“ in der ORF-Zentrale in Wien gefunden hatte. Sie wechselte zu Ö3 und präsentierte neben dem Ö3-Wecker auch Radio Holiday.
Größeren Bekanntheitsgrad erlangte Reinisch durch die Moderation von Wir am Sonntag und der Zeit im Bild. Im Jahr 1991 wechselte sie in die Bundesländerredaktion zu Österreich Heute und moderierte ab 1994 für Radio Wien. Ab dem Start der werktäglichen Vorabendsendung Willkommen Österreich im März 1995 bildete sie mit Reinhard Jesionek und nach dessen Ausstieg mit Peter Tichatschek eines der beiden Moderatorenduos. Als Duo mit Dieter Chmelar moderierte sie noch bis zum Jahresende 2003, danach wurden ihre Verträge im Zusammenhang mit dem Relaunch der Sendung nicht mehr verlängert.
Reinisch übernahm im Oktober 2007 die Leitung des ORF-Gesundheitskompetenzzentrums im Rahmen der Initiative bewusst gesund – mit Ihrem ORF und 2008 die Gesundheitsredaktion. Sie moderierte den Gesundheits-Talk im Radiokulturhaus in Wien und kehrte im November 2010 mit dem wöchentlich am Samstagnachmittag in ORF 2 ausgestrahlten Gesundheitsmagazin bewusst gesund auf den Bildschirm zurück. Im April 2011 übernahm sie auch die Sendungsverantwortung. Ende April 2018 trat sie in den Ruhestand, als Moderatorin von Bewusst gesund folgte ihr Christine Reiler nach.
Seit 1994 ist Ricarda Reinisch-Zielinski mit dem Onkologen Christoph Zielinski verheiratet. Gemeinsam haben sie einen Sohn (* 1995). In früherer Ehe war sie mit dem Schauspieler und Theaterregisseur Helmuth Lohner verheiratet und trug damals den Namen Reinisch-Lohner.

## Veröffentlichungen
- gemeinsam mit Peter A. Dremsek: Prost Mahlzeit, Kleines! Ein persönlicher Ernährungsratgeber für die ersten Lebensjahre. Fischer-Taschenbuchverlag, Frankfurt am Main 2000, ISBN 3-596-14517-1 (Lizenzausgabe der 2. Aufl., Orac, Wien 1997).